# Congressus Numerantium
Congressus numerantium, qui porte le sous-titre A Conference Journal on Numerical Themes est une collection d'actes de colloques en mathématiques, notamment en combinatoire et en théorie des graphes, publiée par Utilitas Mathematica Publishing à Winnipeg depuis 1970.

## Description
La collection contient des articles présentés à des colloques. Elle publie deux volumes par an depuis 2016, auparavant 4, 5 ou 6 et jusqu'à 10 volumes annuels. Chaque volume est basé sur les actes d'une ou plusieurs conférences. Parmi les premières conférences dont les actes sont parus dans cette collection, il y a :
- Sundance Conference,
- Conference on Algebraic Aspects of Combinatorics,
- International Conference on ALGOL 68 Implementation,
- Manitoba Conference on Numerical Mathematics and Computing,
- British Combinatorial Conference,
- Canadian Workshop on the Design and Development of Computer Systems,
- Southeastern Conference on Combinatorics, Graph Theory, and Computing,
- Louisiana Conference on Combinatorics, Graph Theory, and Computing,
- West Coast Conference on Combinatorics, Graph Theory, and Computing.

Les premiers volumes (1970-1979) portent chacun un titre distinctif. Ainsi, le volume 5 est intitulé : 	
Proceedings of the Manitoba conference on numerical mathematics.
Les articles sont référencés et indexés notamment dans Zentralblatt MATH et MathSciNet.

## Articles liés
- Utilitas Mathematica
- Séminaire Lotharingien de Combinatoire